# Brachinity
Brachinity – grupa meteorytów kamiennych należąca do achondrytów.
Identyfikacji tej grupy achondrytów dokonał zespół badawczy pod kierownictwem C. E. Nehru. Nazwa brachinity pochodzi od meteorytu Brachina znalezionego 26 maja 1974 w Australii.

## Skład mineralogiczny
- oliwin 74–98%
- ortopiroksen do 2,4%
- klinopiroksen 1,5–8,2%
- plagioklaz 6,7–12,9%
- chromit 0,5–1,2%
- troilit 1,8–4,0%
- śladowe ilości fosforanów i metali.